# Nubiens
 (août 2018).
Si vous disposez d'ouvrages ou d'articles de référence ou si vous connaissez des sites web de qualité traitant du thème abordé ici, merci de compléter l'article en donnant les références utiles à sa vérifiabilité et en les liant à la section « Notes et références ».
Les Nubiens sont un groupe ethnolinguistique originaire du nord du Soudan actuel et du sud de l'Égypte, qui proviennent des premiers habitants de la vallée centrale du Nil, considérée comme l'un des premiers berceaux de la civilisation. Les Nubiens ont une histoire ancienne, antérieure à l’Égypte dynastique. Ils parlent les langues nubiennes, qui appartiennent à la famille des langues nilo-sahariennes. 

## Histoire
Dans la période pré-dynastique, des implantations néolithiques précoces ont été trouvées dans la région nubienne centrale remontant à 7000 av. J.-C., Wadi Halfa étant considéré comme le plus ancien établissement de la vallée centrale du Nil. Pendant la période dynastique, des régions de la Nubie telles que Ta-Seti (le premier nome ou région administrative de l’Égypte ancienne) faisaient partie de l'Égypte ancienne durant l'ère dynastique. D'autres parties de la Nubie, en particulier le sud ou la Haute Nubie, faisaient parfois partie de l’Égypte pharaonique ancienne et étaient parfois un État rival représentant des régions de Méroé ou du royaume Koushite. Cependant, à la vingt-cinquième dynastie, toute la Nubie était réunie avec l'Égypte, s'étendant jusqu'à Khartoum aujourd'hui.
Vers la fin de l'ère dynastique, la Haute-Nubie s'est séparée de l’Égypte à proprement dire. À cette époque, les Nubiens ont fondé une dynastie qui a régné en Haute et Basse Égypte au cours du VIIIe siècle av. J.-C. En tant que guerriers, les anciens Nubiens étaient célèbres pour leur adresse et leur précision à l'arc.
Aujourd'hui, les personnes d'origine nubienne vivent principalement dans le sud de l'Égypte, en particulier dans la région de Louxor et d'Assouan, et dans le nord du Soudan, en particulier dans la région située entre la ville de Wadi Halfa, à la frontière égypto-soudanaise, et Al Dabbah. De plus, plusieurs groupes connus sous le nom de Nubiens des collines vivent dans le nord des monts Nouba dans l'État du Kordofan méridional, au Soudan. Les principaux groupes nubiens du nord au sud sont les Halfaween, Sikut, Mahas et Danagla (Dongola).

## Génétique
Génétiquement, les populations nubiennes sont également proches des populations arabes et bedjas voisines. Bien que proches linguistiquement des populations nilotiques, elles en diffèrent génétiquement à cause de leur fort mélange génétique avec des populations eurasiennes (proportion entre 39 et 47 %). Les Nubiens peuvent être vus comme un groupe possédant un matériel génétique substantiel lié aux Nilotes qui ont plus tard reçu beaucoup de flux génétique d'Eurasiens (probablement du Moyen-Orient) et d'Afrique de l'Est.